# Heinkel HD 23
Гейнкель HD 23 (нім. Heinkel HD 23) — проєкт палубного біплана-винищувача створений компанією Heinkel для Імперського флоту Японії. Японська компанія Aichi планувала почати серійне виробництво, але проєкт програв в конкурсі конкуренту — Nakajima A1N.

## Історія
У 1926 році Імперський флот Японії оголосив конкурс на створення нового палубного винищувача для заміни Mitsubishi 1MF. В конкурсі взяли участь фірми Mitsubishi, Nakajima, Aichi та Kawanishi. Окремою вимогою було забезпечення плавучості літака у випадку аварійної посадки на воду не менше 7 годин. Через від сутність власного досвіду в розробці палубних літаків Aichi звернулись до німецької компанії Heinkel з замовленням створити два прототипи палубного літака. Запропонований проєкт з позначенням HD 23 був дерев'яним біпланом з металевим хвостом і фанерно-тканинною обшивкою. Один літак оснащувався двигуном BMW VIA потужністю 500 к.с, інший двигуном Hispano-Suiza 12Ha потужністю 450 к.с. Вони прибули в Японію літом 1927 року і відправилися на тестування компанією Aichi і флотом.
Попередньо літак отримав ім'я Експериментальний палубний винищувач Тип H (яп. 仮称H式艦上戦闘機, Кашьо: H-шікі Кеншо: Сенто: кі) і Aichi виготовила ще два літаки. Німецький дизайн не передбачав плавучості, тому інженери Aichi були змушені модифікувати літак: шасі могло відкидатись, гвинт фіксуватись в горизонтальній позиції, а низ фюзеляжу і передня частина нижнього крила були зроблені водонепроникними, тому літак міг плавати деякий час. Також було збільшено закрилки, що дозволило зменшити посадкову відстань з 160 м до 130 м. Проте літак виявився занадто важким і з поганою стабільністю. HD 23 мав перевантажений ніс що робило триточкову посадку, яка необхідна для палуби важкою. Також маневровність літака була поганою, тому літак програв в конкурсі легшому Nakajima A1N.

## Тактико-технічні характеристики
Дані з Japanese Aircraft 1910—1941

### Технічні характеристики
- Екіпаж: 1 особа
- Довжина: 7,64 м
- Висота: 3,4 м
- Розмах крил: 10,8 м
- Площа крил: 35,32 м
- Маса пустого: 1275 кг
- Злітна маса: 1830 кг
- Навантаження на крило: 51,9 кг/м²
- Двигун: 12-ти циліндровий V-подібний двигун Hispano-Suiza 12Ha водяного охолодження
- Потужність: 450 к. с.
- Питома потужність: 4,06 кг/к.с.
- Гвинт: дволопатевий дерев'яний гвинт

### Льотні характеристики
- Максимальна швидкість: 250 км/год (на рівні моря)
- Крейсерська швидкість: 166 км/год
- Швидкість приземлення: 65 км/год
- Час набору висоти 3000 м: 7 хвилин 36 секунд
- Практична висота: 6250 м

### Озброєння
- Стрілецьке:
  - 2 × 7,7-мм курсові кулемети
- Бомбове:
  - 2 × 30 кг бомби